# Sant Salvador d'Albatàrrec
Sant Salvador d'Albatàrrec, o de la Transfiguració del Senyor, és una església parroquial del municipi d'Albatàrrec (Segrià) inclosa en l'Inventari del Patrimoni Arquitectònic de Catalunya.

## Descripció
Església de planta rectangular de tres naus, amb teulada a doble vessant. La façana principal està precedida per una escala doble que dona accés a la porta que és rectangular, flanquejada per unes pilastres que aguanten un entaulament llis a sobre del qual hi ha un frontó semicircular trencat al mig per una fornícula que també testà flanquejada per pilastres que aguanten un frontó triangular trencat; la llinda té decoració geomètrica. Per sobre del portal hi ha un petit rosetó i la façana es remata amb una forma triangular al centre. Al costat esquerre de la façana s'alça el campanar que és de planta quadrangular, amb una finestra d'arc de mig punt per les campanes i rematada per una balustrada.

## Història
El bisbe Galindo inaugurà l'actual temple el 1740.